# Chorušice
Obec Chorušice se nachází v okrese Mělník, kraj Středočeský. Rozkládá se asi šestnáct kilometrů východně od Mělníka. Žije zde 552 obyvatel. Součástí obce jsou i vesnice Choroušky, Velký Újezd a Zahájí.

## Historie
První bezpečná písemná zmínka o obci pochází z roku 1233, kdy jsou Chorušice připomínány v listině papeže Řehoře IX. mezi majetky kláštera sv. Jiří v Praze. Od roku 1646 jako součást mělnického panství v zástavním držení Černínů (od roku 1687 v dědičném držení). Následně sňatkem přechází do majetku Lobkoviců, kterým Chorušice patřily až do zániku vrchnostenského zřízení.

### Územněsprávní začlenění
Dějiny územněsprávního začleňování zahrnují období od roku 1850 do současnosti. V chronologickém přehledu je uvedena územně administrativní příslušnost obce v roce, kdy ke změně došlo:
- 1850 země česká, kraj Praha, politický i soudní okres Mělník[5]
- 1855 země česká, kraj Praha, soudní okres Mělník
- 1868 země česká, kraj Praha, politický i soudní okres Mělník
- 1939 země česká, Oberlandrat Mělník, politický i soudní okres Mělník[6]
- 1942 země česká, Oberlandrat Praha, politický i soudní okres Mělník[7]
- 1945 země česká, správní i soudní okres Mělník[8]
- 1949 Pražský kraj, okres Mělník[9]
- 1960 Středočeský kraj, okres Mělník
- 2003 Středočeský kraj, okres Mělník, obec s rozšířenou působností Mělník

### Rok 1932
Ve vsi Chorušice (504 obyvatel, poštovní úřad, telegrafní úřad, telefonní úřad, katol. kostel) byly v roce 1932 evidovány tyto živnosti a obchody: autobusová doprava, cihelna, obchod s dobytkem, elektrárna hospodářského strojního družstva, hospodářské strojní družstvo pro Chorušice, holič, 2 hostince, 2 koláři, kovář, mechanik, mlýn hospodářského strojního družstva, obuvník, pekař, 9 rolníků, 2 řezníci, sadař, 3 obchody se smíšeným zbožím, Spořitelní a záložní spolek v Chorušicích, trafika, truhlář, obchod se zvěřinou a drůbeží.
Ve vsi Velký Újezd (472 obyvatel, samostatná obec se později stala součástí Chorušic) byly v roce 1932 evidovány tyto živnosti a obchody: výroba cementového zboží, obchod s dobytkem, Družstvo pro rozvod elektrické energie ve Velkém Újezdě, 3 hostince, kolář, 2 kováři, krejčí, pekař, 7 rolníků, řezník, sedlář, 2 obchody se smíšeným zbožím, Spořitelní a záložní spolek pro Velký Újezd, trafika, 2 truhláři, velkostatek Semenářské společnosti.

## Pamětihodnosti
- Kostel Nanebevzetí Panny Marie, vrcholně barokní stavba z let 1714 až 1716, vybudovaná nákladem Antonie Josefy Černínové, roz. hraběnky z Khünburku. Plnil funkci kostela farního, resp. děkanského a současně sloužil jako kostel poutní. Nahradil starší kostel, poprvé písemně doložený v roce 1352 v rejstříku papežských desátků.
- Výklenková kaplička na návsi, zbudována roku 1716, ve čtyřech výklencích fresky Panny Marie Bolestné, sv. Václava, sv. Vojtěcha a sv. Jana Nepomuckého.
- Fara čp. 1, vrcholně barokní, zmiňována v roce 1719 jako nově vystavěná, v minulosti sídlo děkanství.
- Usedlost čp. 4, ve dvoře špýchar s hrázděným patrem.
- Usedlost čp. 24, obytná část patrová s nádvorní pavlačí, uliční fasáda pozdně klasicistní.
- Chalupa čp. 37, zřejmě z konce 18. století, v přízemí zděná a v patře roubená. Součást bloku domů vloženého dodatečně do prostoru návsi.
- Družstevní elektrárna čp. 89, patrová stavba z let 1909 až 1910, postavená nad obecní studnou z 18. století. Elektrárna zrušena v roce 1935, v současnosti sídlo obecního úřadu.
- Panský hostinec čp. 20, původně barokní stavba, později upravována.
- Pomník obětem první světové války, zhotoven v roce 1925, po stranách doplněn o pomníčky účastníků druhého odboje.

## Rodáci
- Jaroslav Pitner, trenér Dukly Jihlava a československé hokejové reprezentace
- Jan Šťastný, vojenský pilot, příslušník RAF
- Emil Štolc, hudební skladatel a dirigent

## Doprava
Dopravní síť
- Pozemní komunikace – Obcí prochází silnice II/274 Kanina – Mělnické Vtelno.
- Železniční trať ani stanice na území obce nejsou.

Veřejná doprava 2012
- Autobusová doprava – V obci měly zastávky autobusové linky do těchto cílů: Mělník, Mšeno, Praha (dopravce ČSAD Střední Čechy, a. s.), Kadlín, Mělnické Vtelno, Mšeno (dopravce Kokořínský SOK, s. r. o.).

## Turistika
Obcí vedou cyklotrasy č. 0008 V Lukách – Řepínský důl – Chorušice – Vrátno – Nosálov a č. 8146 U Grobiána – Kanina – Chorušice – Mělnické Vtelno.